# 三上由理惠
三上由理惠（日语：／ Mikami Yurie，12月15日—），日本女性配音員。出身於青森縣。

## 人物簡介
81 Produce所屬（2014年4月1日加入）。2012年，獲得81 Produce舉辦的第6屆81 audition優秀獎、E-XING獎及長崎音響監督獎。
擅長方言為津輕方言。興趣、特長：花式溜冰鑑賞、津輕三味線。

## 演出作品

### 電視動畫
2013年
- 星光少女 彩虹舞台（女國中生）

2014年
- 卡片鬥爭!! 先導者 雙鬥搭檔篇（少年B）
- GO-GO 寵物反斗星（看似跳舞的女孩）
- 星光樂園（青）

2015年
- 勇敢節拍（日语：ブレイブビーツ）（原島美樹、風車風香）
- 請問您今天要來點兔子嗎??（店員）

2016年
- 為美好的世界獻上祝福！（少女、店員）
- 名偵探柯南（接待人員）

2017年
- 為美好的世界獻上祝福！2（鴨女、侍應）
- DIVE!!（沖津岬）
- 夢幻慶典（佐佐木直子）

2018年
- 輕觸小發明 PIKACHIN-KIT（日语：ポチっと発明 ピカちんキット）（嘎君的母親、女性）
- 龍族拼圖X（SDF職員）
- 龍族拼圖（客）
- RErideD -穿越時空的德理達-（CM聲音）

2019年
- 魔法少女特殊戰明日香（操作員A）
- 卡羅爾與星期二（美女B）
- KIRA KIRA HAPPY★ 打開吧！見習神仙精靈（綺羅羅）

2020年
- 22/7（男子）
- 我立於百萬生命之上（女學生）

2021年
- 給不滅的你（村女、母）
- 真白之音（由由）

2022年
- 妖怪手錶♪（女孩子、小孩）
- 群青的開幕曲（廄務員）

2023年
- 飆速宅男 LIMIT BREAK（觀眾）
- 為美好的世界獻上爆焰！（萊娜）

### 遊戲
2014年
- Dolly♪Kanon 變裝輪唱曲 秘密音樂活動!!（日语：ドーリィ♪カノン）（篠崎調）

2015年
- 千姬大亂鬥（武田信虎 等）
- 戰國姬譚MURAMASA -雅-（日语：戦国姫譚MURAMASA-雅-）（蠣崎慶廣）

2016年
- 麻雀三国志大戰（呂蒙）
- 學園夢幻祭（日语：あんさんぶるガールズ!）（雉子菫）
- 俺塔 -Over Legend Endless Tower-（日语：俺タワー -Over Legend Endless Tower-）（大口徑掘削機、吸上式油漆噴霧器、迷你散水機）
- Chronos Blade（月神戴安娜 等）
- SOUL REVERSE ZERO（碧蒂·亞里、艾瑪、歐律狄刻）
- 伊絲塔利亞傳說（箱柳的魔術師艾葛洛斯 等）
- 星海遊俠：回憶（日语：スターオーシャン:アナムネシス）（溫妮、琶瑪）

### 外語配音
※除了表格的作品之外，依英文名稱及英文原名排序。

#### 電影
| 作品年份 | 作品名稱         | 配演角色            | 演員                       | 媒介       |
| -------- | ---------------- | ------------------- | -------------------------- | ---------- |
| 2014     | 該死的聖誕快樂   | 薇拉·米奇勒         | 蓓蓓·伍德                  | DVD版本    |
| 2014     | 維普啦啦         | 羅契 等             | －                         | DVD版本    |
| 2015     | 空氣             | 女性記者1           | －                         | DVD版本    |
| 2016     | 傲慢與偏見與殭屍 | 卡洛琳·賓利卡珊卓拉 | 艾瑪·葛林薇兒妙麗·克菲爾德 | DVD版本    |
| 2016     | 狩獵者：凜冬之戰 | 綠衣女孩            | －                         | BD&DVD版本 |

#### 動畫
- 復仇者聯盟：正義出擊（英语：Avengers Assemble (TV series)）（記者）
- 終極蜘蛛人大戰邪惡六人組（烏鴉、翻譯 等）

### 有聲漫畫
- ！（2019年，媽媽[5]）

### 有聲書
- 獻給某飛行員的戀歌（2019年，瑪利亞、諾兒[6]）

## 腳註

## 外部連結
- 81 Produce公式官網的聲優簡介（页面存档备份，存于） （日語）